# Kościół Przemienienia Pańskiego w Jałówce
Kościół pw. Przemienienia Pańskiego w Jałówce – rzymskokatolicki kościół parafialny należący do dekanatu Białystok-Dojlidy archidiecezji białostockiej.

## Historia
Budowa murowanej świątyni została rozpoczęta w 1859 roku. Kościół nie został ukończony, ponieważ władze carskie w ramach represji za udział miejscowej ludności w Powstaniu Styczniowym, w 1866 roku skonfiskowały nieukończoną świątynię celem przekazania jej prawosławnym. Budowla została ukończona, ale już jako cerkiew prawosławna. 
W 1921 roku, po odzyskaniu niepodległości przez Polskę, władze państwowe zwróciły katolikom dawny kościół przebudowany na cerkiew. Został dostosowany dla potrzeb liturgii łacińskiej i jako świątynia pod wezwaniem Przemienienia Pańskiego i św. Michała Archanioła został poświęcony w dniu 25 czerwca 1922 roku. Do odzyskanej świątyni powrócił, pochodzący z istniejącej w dawnych czasach świątyni św. Michała Archanioła, obraz Matki Bożej Powstańczej. Przy tej świątyni arcybiskup Romuald Jałbrzykowski w dniu 7 maja 1933 roku erygował parafię pod wezwaniem Przemieniania Pańskiego i św. Michała Archanioła. 
W dniu 6 sierpnia 1987 roku biskup Edward Kisiel konsekrował świątynię. W kościele wielokrotnie były przeprowadzane prace remontowe i konserwacyjne, m.in.  został wykonany nowy strop żelbetowy, a obok kościoła została zbudowana wolno stojąca dzwonnica.